# لويس كورديرو كريسبو
لويس كورديرو كريسبو (بالإسبانية: Luis Cordero Crespo) (و. 1833 – 1912 م) هو شاعر، وكاتب عمومي، وسياسي، وبروفيسور (أستاذ جامعي)، وكاتب من الإكوادور.